# Jan Ykema
Jan Jelte Ykema (Harlingen, 18 aprile 1963) è un ex pattinatore di velocità su ghiaccio olandese.

## Palmarès

### Olimpiadi
- Argento a Calgary 1988 nei 500 metri.